# Marino
För andra betydelser, se Marino (olika betydelser).
Marino är en ort och kommun i storstadsregionen Rom, innan 2015 provinsen Rom, i regionen Lazio i Italien. Kommunen hade 44 981 invånare (2018). Marino är en av de sexton städerna i området Castelli Romani.
Staden Marino, som är belägen mellan Grottaferrata och Castel Gandolfo, omnämns på 1000-talet och kom år 1419 i adelsfamiljen Colonnas ägo.